# Kastkärr, Småland
Kastkärr är en sjö i Västerviks kommun i Småland och ingår i Storåns huvudavrinningsområde. Sjön har en area på 0,0402 kvadratkilometer och ligger 33 meter över havet.

## Delavrinningsområde
Kastkärr ingår i det delavrinningsområde (643233-153887) som SMHI kallar för Utloppet av Storsjön. Medelhöjden är 31 meter över havet och ytan är 33,59 kvadratkilometer. Räknas de 49 avrinningsområdena uppströms in blir den ackumulerade arean 494,54 kvadratkilometer. Avrinningsområdets utflöde Storån (Fallån) mynnar i havet. Avrinningsområdet består mestadels av skog (37 procent) och jordbruk (18 procent). Avrinningsområdet har 10,31 kvadratkilometer vattenytor vilket ger det en sjöprocent på 30,7 procent.